# Die Blendung

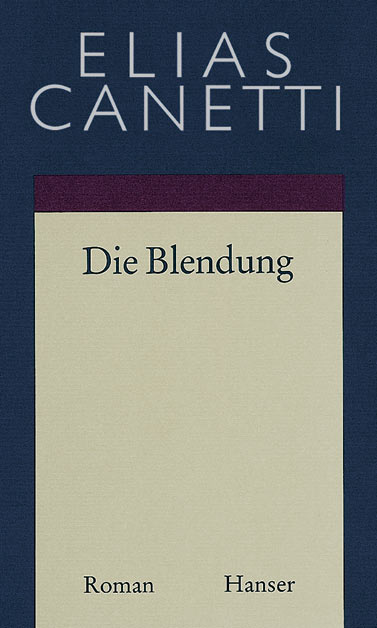
Verlag Hanser, 1992

Der Roman Die Blendung ist das 1936 veröffentlichte Erstlingswerk des deutschsprachigen Schriftstellers und Nobelpreisträgers Elias Canetti.
Hauptfigur ist der „größte lebende Sinologe“ und Büchersammler Peter Kien, der in einer Vier-Zimmer-Wohnung mit seiner 25.000 Bände umfassenden Bibliothek haust. Durch die Ehe mit seiner Haushälterin Therese Krumbholz wird der weltfremde Sonderling mit der Gemeinheit des Lebens konfrontiert und verfällt dem Irrsinn.

## Inhalt
Kien widmet sein Leben der Wissenschaft und dem Sammeln von Büchern. In seiner riesigen Bibliothek führt er ein groteskes Höhlenleben, eigensinnig und verschroben. Eingeengt auf seine Bibliomanie, heiratet er die Frau, die Bücher am gewissenhaftesten zu behandeln vorgibt: seine ungebildete Haushälterin Therese. In der Hochzeitsnacht entlarvt sich Therese: Bei dem Versuch, Kien zu verführen, fegt sie mit einer Handbewegung Bücher von dessen Schlafdiwan. Kien ist schockiert und flüchtet. Es beginnt ein erbarmungsloser Kampf um die Vorherrschaft in der gemeinsamen Wohnung, der „Bücherfestung“. Therese ist an materiellen Dingen interessiert (Räume der Wohnung, Möbel, Geld). Beim Möbelkauf verliebt sie sich in den Verkäufer Herrn Grob, den sie in Gedanken liebevoll „Herr Puda“ nennt und dessen Namensbildung auf das zufällige Lesen des Buchtitels Buddha zurückgeht. Kien hingegen verlangt Ruhe (Sprechverbot) und Zutritt zu seiner Bibliothek. Therese, die sich innigst nach körperlicher Nähe sehnt, prügelt Kien rasend vor Zorn, da dieser ihre wiederholten Avancen neuerlich abwies. Nach diesem Vorfall werden erste Anzeichen von Irrsinn deutlich: Als Zermürbungstaktik sitzt er wochenlang apathisch vor seinem Schreibtisch, „verwandelt sich in Stein“, um einem weiteren tätlichen Angriff Theresens zu entgehen. Schließlich eskaliert die Auseinandersetzung: Im Kampf um sein (freilich nur noch in unbedeutenden Resten vorhandenes) Vermögen wird Kien von Therese aus seiner eigenen Wohnung vertrieben.
Kien verfällt zunehmend dem Wahnsinn: Er richtet eine „Kopfbibliothek“ ein und irrt in der ihm fremden Stadt umher. In der Bar Zum idealen Himmel stößt er auf den zwielichtigen Siegfried Fischer (gen. Fischerle), einen buckligen Zwerg und Zuhälter, der sich für ein Schachgenie hält. Fischerle träumt von einem Leben als Schachweltmeister in Amerika; hierfür benötigt er Geld. Als Kien seine Berufung in der „Errettung“ von Büchern findet, die für das Pfandleihhaus „Theresianum“ bestimmt sind, schickt Fischerle verschiedene Mittelsmänner mit immer demselben Bücherpaket dorthin, das von Kien für immer höhere Beträge von der Verpfändung „freigekauft“ wird. So ergaunert er sich einen Teil von Kiens Geld – das er freilich für diesen zuvor aus einem Raubüberfall im „idealen Himmel“ gerettet hat. Von einem von Fischerles Mittelsmännern erfährt Kien die unwahre Nachricht vom Tod Thereses und malt sich ein Schreckensszenario ihres langsamen Hungertodes und ihrer Selbstverspeisung aus. Fischerle ist es auch, der Kiens Bruder aus einer Laune heraus mit einem Telegramm über dessen desolaten Zustand informiert und damit eine Möglichkeit zu dessen Rettung eröffnet. In der weiteren Folge wird er von einem Liebhaber seiner Frau (einer seiner früheren „Mitarbeiter“, mit denen er Kien um sein Geld geprellt hat, genannt „Der Blinde“) ermordet.
Inzwischen beginnt die sexuell frustrierte Therese eine Affäre mit dem sadistischen Hausbesorger Benedikt Pfaff, genannt der „rote Kater“, dessen Passion das Verprügeln von Bettlern, seiner Frau (die daran auch stirbt) und seiner Tochter, die er ebenfalls in den Tod treibt, ist. Gemeinsam wollen sie die Bücher der Bibliothek zum Theresianum bringen. Dort stoßen sie auf Kien (der Therese für eine Halluzination hält, da sie ja tot sein müsste). Eine Schlägerei beginnt, in deren Folge die Polizei gerufen wird. Es folgt ein von Missverständnissen geprägtes Verhör, da Kien denkt, er habe Therese umgebracht und dass sie trotz allem anwesend ist. Er gesteht den (nicht begangenen) Mord, weshalb Therese ab sofort überzeugt ist, dass Kien seine erste Frau umgebracht habe. Zuletzt wird dieser doch laufen gelassen. Er zieht in die Wohnung des Hausbesorgers, wo er immer offensichtlicher als Gefangener gehalten und immer unverblümter beraubt wird, ohne dies noch recht wahrzunehmen. Noch immer glaubt er, Therese sei tot; als sie ihm gegenübertritt, hält er sie für eine Halluzination und beginnt, an seinem Verstand zu zweifeln.
In dieser ausweglosen Situation tritt der von Fischerle benachrichtigte Bruder Kiens, der Pariser Psychiater Georg Kien, auf. Er ist als Einziger ernsthaft an der Errettung des verehrten Bruders interessiert, sorgt für das Verschwinden Pfaffs und Thereses aus dessen Leben und führt Kien in seine Bibliothek zurück. Kiens Welt ist scheinbar wiederhergestellt, Georg kehrt zu seinen eigenen drängenden Angelegenheiten in Paris zurück. Kien jedoch kann auch Georg nur noch als einen Störer und Feind des Gelehrtendaseins wahrnehmen, dem seine Bücher keinesfalls in die Hände fallen dürfen.
Er verfällt nun vollständig dem Irrsinn: Von der Vorstellung, aufgrund des imaginierten Mordes an Therese lebenslänglich inhaftiert zu werden, verfolgt, von den Hilfeschreien der (in seiner Wahnvorstellung) im Theresianum verbrennenden Bücher gepeinigt, verbrennt er sich zusammen mit seiner Bibliothek.

## Hintergrund
Canetti schrieb das Buch in den Jahren 1931/32 in Wien. Wenngleich die Handlung im Wiener Milieu verankert ist, so hat er doch offenbar wesentliche Anregungen bei seinem Aufenthalt in Berlin im Sommer 1928 erhalten. Berlin erschien Canetti damals – im Vergleich zum gemütlichen Wien – wie ein Irrenhaus.

„Ich war von der Schärfe und Vielfalt der Begabungen, die es damals in Berlin gab und die sich ganz öffentlich zeigten, ungeheuer beeindruckt, so sehr, daß ich dadurch völlig durcheinander gebracht wurde. Ich war völlig überwältigt davon. Zum Teil ist die ,Blendung‘ auch aus diesem merkwürdigen Konflikt meiner Wiener Eindrücke mit den Berliner Erlebnissen entstanden. (…)
Aber was mich nach meiner Rückkehr aus Berlin am meisten beschäftigte, was mich nicht mehr losließ, waren die extremen und besessenen Menschen, die ich da kennengelernt hatte. Eines Tages kam mir der Gedanke, daß die Welt nicht mehr so darzustellen war, wie in früheren Romanen, sozusagen vom Standpunkt des Schriftstellers aus. Die Welt war zerfallen, und nur wenn man den Mut hatte, sie in ihrer Zerfallenheit zu zeigen, war es noch möglich, eine wahrhafte Vorstellung von ihr zu geben. Das bedeutete aber nicht, daß man sich an ein chaotisches Buch zu machen hatte, in dem nichts mehr zu verstehen war. Im Gegenteil: man musste mit strengster Konsequenz extreme Individuen erfinden, so wie die, aus denen die Welt ja auch bestand, und diese auf die Spitze getriebenen Individuen in ihrer Geschiedenheit nebeneinanderstellen.“

Einfluss auf den Roman hatten nach Canetti auch der „Hohn auf jedes Gefühl von Gerechtigkeit“ in den Prozessen gegen die rechten Mörder einiger Arbeiter im Burgenland (Schattendorfer Urteil) und die anschließende Julirevolte in Wien mit dem Brand des Wiener Justizpalastes und den 89 von der Polizei erschossenen Demonstranten.
Als reales Vorbild für die Romanfigur Therese, die Haushälterin des Büchermenschen Kien, gibt Canetti eine ehemalige Wiener Vermieterin in der Hagenberggasse an.

„Vorm offenen Fenster besprach ich die Einzelheiten mit der Hausfrau. Ihr Rock reichte bis zum Boden, sie hielt den Kopf schief und warf ihn manchmal auf die andere Seite; die erste Rede, die sie mir hielt, findet sich wörtlich im dritten Kapitel der „Blendung“: über die Jugend von heute und die Kartoffeln, die bereits das Doppelte kosten.“

Kein reales Vorbild hatte die Hauptfigur Kien, der Büchermensch, der schließlich im Feuer seiner Bibliothek verbrennt. Canetti hatte ihn in ersten Entwürfen „B.“ genannt, ein abstraktes Kürzel für „Büchermensch“, schließlich dann nach seinem Ende „Brand“, dies zeitweilig verfremdet zu „Kant“, vorgesehener Buchtitel war dementsprechend zunächst „Kant fängt Feuer“. Erst auf Drängen Hermann Brochs änderte Canetti den Namen der Figur in „Kien“. Das nur noch wenig gebräuchliche männliche Substantiv Kien steht für ein viel Harz enthaltendes (und darum leicht entzündliches) [Kiefern]holz.
Als Einflüsse für „Die Blendung“ gab Canetti zunächst Franz Kafka an, dessen Erzählung Die Verwandlung er zu dieser Zeit erstmals las. Als weitere Einflüsse nennt er Gogols Roman Die toten Seelen und Stendhals Rot und Schwarz.

„Mit Kafka ist etwas Neues in die Welt gekommen, ein genaueres Gefühl für ihre Fragwürdigkeit, das aber nicht mit Haß, sondern Ehrfurcht für das Leben gepaart ist.“

Trotz dieser humanistischen Berufung auf Kafka heben Rezensenten immer wieder die Mitleidlosigkeit hervor, mit der die Figuren der Blendung gezeichnet sind.
Den Einfluss der Wiener Sprachumgebung auf sein Schreiben hat Canetti unter dem Einfluss von Karl Kraus und Johann Nestroy schon 1937 mit der „Theorie der akustischen Maske“ zu fassen versucht. Für sein Schreiben sammelte Canetti Höreindrücke verschiedener Wiener Sprachstile, durch nächtelanges Zuhören in Volkskneipen, durch Sammeln von Redeweisen wie der von Alma Mahler-Werfel, durch literarische Lesungen Nestroys und aus dem japanischen Kabuki-Theater. Canetti entwirft auf dieser Basis Sprachsysteme für seine Figuren, die häufig nicht mehr als 500 Wörter umfassen, die „akustische Maske des Menschen“.

„Diese sprachliche Gestalt eines Menschen, das Gleichbleibende seines Sprechens, diese Sprache, die mit ihm entstanden ist, die er für sich allein hat, die nur mit ihm vergehen wird, nenne ich seine akustische Maske.“

Es sind wesentlich diese „akustischen Masken“, die beißend ironische Kennzeichnung der Figuren aufgrund immer wiederkehrender Satzfetzen und Ausdrücke, die den bitteren Humor der „Blendung“ bestimmen. Dagmar Barnouw zitiert beispielhaft Elemente der Sprachmaske der Haushälterin Therese oder des brutalen Hausbesorgers, der seine Tochter missbraucht und Bettlern und Hausierern auflauert, um diese brutal zusammenzuschlagen:

„Was hat er zu reden – das wär noch schöner – was hat der zu suchen – der kriegt nichts – verlangen kann jeder – ein Mann soll sich schämen – mit dem kann keiner – und das hat man von seiner Liebe“

„Der Vater hat einen Anspruch … auf die Liebe seines Kindes. Zum Heiraten hat die Tochter … keine Zeit. Das Futter gibt ihr … der gute Vater. Wenn die Tochter nicht brav ist, bekommt sie … Schläge. Dafür lernt sie … was sich beim Vater gehört.“

Jede der Sprachmasken hat ihr eigenes Vokabular, ihren eigenen Rhythmus. Gemeinsam ist ihnen das Verhaftetsein an Konventionen und Sprache des Spießers. Kaum verdeckt aber brechen sich die eigentlichen, triebhaften Wünsche Bahn, vor allem in Form verzerrter Sexualität und kaum verdeckter Aggression. Die Sprache des Unbewussten entlarvt dabei die Hohlheit der normierten Phrasen. Das „Futter“, das der Vater seiner Tochter zuteilt, verweist kaum verdeckt darauf, dass die Tochter wie ein Tier gehalten und benutzt wird. Dadurch wird der Appell an die Vaterliebe demaskiert als Floskel, als Sprachmaske, hinter der sich der wahre Charakter des Hausbesorgers zeigt.
Wie andere Werke aus dieser Zeit blieb „Die Blendung“ zunächst unveröffentlicht. Der Druck erfolgte erst 1935. Canetti erklärt dies durch den moralischen Einfluss von Karl Kraus und sein moralisches Gegenbild Bertolt Brecht, der dem unerfahrenen Canetti in Berlin begegnet war und sich über dessen Wertvorstellungen lustig gemacht hatte.

„Ich nahm mir also dann vor, als ich nach Wien zurückkehrte, noch mehr als je so zu leben, wie es Karl Kraus gefordert hatte, nämlich streng, ganz rein, nicht für Geld zu schreiben, vor allem nichts zu veröffentlichen, nur zu veröffentlichen, was man schon jahrelang gemacht hat und billigen kann.“

Horst Bienek sieht in der Figur Kiens durchaus auch Anspielungen auf Canetti selbst:

„Ich habe Canetti 1965 in London besucht, es war unsere erste persönliche Begegnung. Ich hatte gerade erneut „Die Blendung“ gelesen, und als ich ihn sah, wie er mich vor seinem Haus in Hampstead empfing, ging es mir plötzlich durch den Kopf: Das ist doch der Herr Doktor Kien, seine Gestalt, sein Kopf, seine Gesten, seine Ausrufe … und als ich in das Haus hineinging, eine schmale, enge Treppe hoch, an schweren, alten Möbeln vorbei, an Zeitungs- und Bücherstapeln, da trat ich in die Bibliothek und zugleich in den Roman ein, ja, hier war Kien zu Hause …“

Die Figur Kien und seine Interessen spiegeln durchaus Seiten des Autors Canetti wider. Da ist zunächst der feste Wunsch, sein ganzes Leben dem Schreiben und der Buchgelehrsamkeit zu widmen. Wie Kien interessierte sich Canetti zeit seines Lebens für die alte chinesische Kultur. In der Figur des Büchernarren ohne Welt finden sich also verschiedene Elemente einer selbstironischen Gelehrtenkarikatur.
Im Erscheinungsjahr der Blendung 1935 wohnte Canetti mit seiner Ehefrau Veza, die er im Jahr davor geheiratet hatte, im Wiener Stadtteil Grinzing. In einem Brief berichtet er seinen Verwandten in Paris mit verhaltenem Stolz über diesen ersten literarischen Erfolg, der für ihn eine Bestätigung seiner Existenz als Schriftsteller darstellte und ihm auch einen gewissen finanziellen Rückhalt lieferte.
In Paris wohnten damals sein Bruder, der Arzt Georg Canetti – eine kaum verhüllte Vorlage für „Georg Kien“ – und seine Mutter Mathilde Canetti, die wenig später starb.

## Canettis groteske Komik
Als „Comédie Humaine an Irren“ ist Die Blendung von einer ganzen Fülle obskurer Situationen geprägt, die sich mit Karlheinz Stierle als komisch bestimmen lassen, weil die Handlung der Protagonisten in diesen Situationen fremdbestimmt ist und scheitert. Missverständnisse, falsche Selbsteinschätzungen, Betrügereien, ein Streit ums Erbe, bei welchem beide Parteien von falschen Vorstellungen betreffs der Höhe des zu erwartenden Geldes ausgehen, absurde Übungen im Blindgehen, die aus einem Hass gegen Möbel herrühren und den Übenden – die Hauptfigur Peter Kien – schließlich von einer Leiter fallen lassen: All das sind komische Situationen und burleske Motive, die an die Volksstücke Johann Nestroys erinnern und Canettis Deutung der Blendung als Beitrag zur menschlichen Komödie erklären. Allerdings knüpfte Stierle den Effekt des Komischen an die Bedingung, dass die fremdbestimmte und scheiternde Handlung – für den Zuschauer – folgenlos und damit „enthebbar“ sei. Dank dieser „Enthebbarkeit“ könne die Negativität der Handlung letztlich wieder positiviert werden, und weil sie folgenlos bliebe, könne man sie als komisch empfinden. Ebendies verhält sich bei Canetti grundlegend anders. Scheiternde Handlungen sind in der Blendung niemals folgenlos, sondern enden stets im Schrecken, in der Fremd- oder Selbstverstümmelung, in der Opferung, im Mord, in Brutalität, in Kannibalismus. Kein zweiter Autor der Moderne hat sich mit dieser grausamen Kehrseite des Komischen und des Lachens so intensiv beschäftigt wie Canetti. „Gewiß“, so heißt es im ersten Band von Masse und Macht unter Bezugnahme auf Thomas Hobbes Theorie des Lachens aus Überlegenheit, „enthält das Lachen in seinem Ursprung die Freude an einer Beute oder Speise, die einem als sicher erscheint.“ Manfred Schneider hat diese von Canetti mehrfach bemerkte Verwandtschaft zwischen den Gesten des Lachens und des Fressens als Indiz eines „Exorzismus des Komischen“, d. h. als Versuch Canettis gedeutet, „das Lachen unmöglich zu machen“. Canetti fand jedoch nicht nur das Lachen entsetzlich, sondern umgekehrt auch das Entsetzliche zum Lachen. Schon dem Arbeitstitel der Blendung ist diese grotesk-sarkastische Komik anzumerken: „Kant fängt Feuer“ lässt sich einerseits mit „Kant begeistert sich“, andererseits mit „Kant brennt“ übersetzen. Diese beißende Ironie wird im Roman fortgeführt, wenn beispielsweise drei der so überaus hinterhältigen Protagonisten in der „Ehrlichstraße 24“ wohnen, andere in der als abstoßend beschriebenen Kneipe „Zum idealen Himmel“ verkehren oder das Kapitel über den sadistischen Hausbesorger Benedikt Pfaff, der Frau und Tochter erschlug, den Titel „Der gute Vater“ trägt.

## Interpretation
Schon der Titel des Buches spielt auf die Verblendung aller Protagonisten an. Die Figuren lassen sich in zwei Gruppen teilen. Zum einen diejenigen, die durch Geld verblendet sind (also Therese, „Herr Puda“, auch Pfaff) und zum anderen diejenigen, die dem Ansehen oder der Anerkennung verfallen sind (also Kien, Fischerle, „der Passfälscher“ und der Schneider). Die zweite Gruppe wird zwar der ersten Gruppe überlegen dargestellt, es zeigt sich aber, dass generell kein Unterschied zwischen ihnen besteht. Beide Gruppen befinden sich in einem Wahn, der von ihnen nicht als solcher erkannt wird.
Ein Kernschema des Romans ist das Nichtverstehenkönnen der Romanfiguren untereinander. Keine Figur, bis auf Kiens Bruder Georg, vermag es, sich in sein Gegenüber hineinzuversetzen, weshalb sich alle permanent missverstehen. Das drückt die Isolation des Individuums in der Moderne par excellence aus.
Der monologische, wahnhafte und sinnentleerte Zug der Sprache der Figuren in der „Blendung“ dient dabei nicht nur der satirischen Entlarvung der verzerrten Welt, sondern ist Ausdruck eines tiefen Sprachzweifels.

„Ich begriff, daß Menschen zwar zueinander sprechen, aber sich nicht verstehen; daß ihre Worte Stöße sind, die an den Worten der anderen abprallen; daß es keine größere Illusion gibt als die Meinung, Sprache sei ein Mittel der Kommunikation zwischen Menschen. Man spricht zum anderen, aber so, daß er einen nicht versteht… Wie Bälle springen die Ausrufe hin und her, erteilen ihre Stöße und fallen zu Boden. Selten dringt etwas in den anderen ein, und wenn es doch geschieht, dann etwas Verkehrtes.“

Die Figur des Büchermenschen Kien repräsentiert den abstrakten Idealismus eines Intellektuellen, der den Kontakt zur Wirklichkeit verloren hat (vgl. Teil 1 des Romans: „Kopf ohne Welt“). In diese isoliert-intellektuelle Welt Kiens bricht mit der Haushälterin Therese eine Figur ein, deren triebhaften Bedürfnissen und deren Ersatzform, der Gier nach Geld, Kien nichts entgegenzusetzen hat. Die Flucht Kiens in die ihm unbekannte Stadt jenseits seiner geordneten Bücherwelt konfrontiert den Büchermenschen mit einer beklemmenden „Galerie wahnhaft besessener Existenzen am Rande der menschlichen Gesellschaft“. Jede dieser Figuren lebt ihr eigenes Wahnsystem bis zur verbrecherischen Konsequenz aus.

„Die Statisten der «Kopflosen Welt» repräsentieren im Kontrast zum Sinologen Kien gleichsam eine in beängstigende Bewegung geratene, triebhaft unreflektierte Wirklichkeit, von jeder Intellektualität, geistigen Durchdringung der Erscheinung abgespalten, wie Marionetten, aus dem Mittelpunkt ihrer «fixen Idee» dirigiert.“

Stehen sich im ersten und zweiten Teil des Romans der Intellektuelle („Kopf ohne Welt“) und „kopflose Welt“ gegenüber, so wird der Gegensatz im dritten Teil zur „Welt im Kopf“ zusammengeführt. In Canettis Version der Verwandlung schafft sich der Wahn in der Figur des betrogenen Bankiersbruders, der zum Gorilla mutiert, seine eigene Welt. In der Liebesbeziehung zu seiner früheren Sekretärin, die ebenfalls alle Zivilisation aufgibt, findet dieser einen psychotischen Weg ins Glück.
Canetti stellt der mythischen Rückkehr ins Paradies keine Heilung durch Rückkehr zur „Normalität“ gegenüber. Durzak sieht in Canettis Version der Verwandlung ins Tierhafte eine „Steigerung der menschlichen Existenz“.
Diese wahnhaft geheilte Welt mit eigener Sprache und Logik kann Kien jedoch nur um den Preis seines Untergangs herstellen. Für ihn ist die Bildung zu einer Barriere zwischen sich und der Welt geworden. In seine Welt dringen äußere Eindrücke wie eigene Ängste und Wünsche nur extrem verzerrt ein. Die ansteigende Angst vor den sexuellen Avancen seiner Haushälterin Therese repräsentiert das Denken Kiens, reduziert auf die blaue Farbe ihres Rockes, die für ihn, übertragen in die Fachsprache des Sinologen, zum Zeichen für seine Feinde wird.

„Leichtsinnige Philologen entlarven sich als Monstren, die man, in blaue Gewänder gehüllt, auf Plätzen dem öffentlichen Spotte preisgeben sollte. Blau als die lächerlichste Farbe, die Farbe der Kritiklosen, Vertrauensseligen und Gläubigen.“

Der realitätsblinde Kien als Don Quichotte der Worte muss an der Realität scheitern.
Ein Streit der Interpreten kreist um die Gestalt von Kiens Bruder Georg, einem erfolgreichen Frauenarzt und Psychiater, der etwa Manfred Durzak oder Karl Markus Michel als einzig positive Figur des Romans erscheint. Georg Kien verkörpert ein außerordentlich modernes Konzept der Psychiatrie, wie es sich erst Jahrzehnte später entwickelte. Für Georg Kien kehrt sich das Verhältnis zwischen Normalität und Wahnsinn teilweise um. Georg erscheint der zum Gorilla mutierte Bankiersbruder als Bild wahrer Menschlichkeit. Dabei hält Georg selbst aber stets die Position kontrollierender Vernunft. Gerade deshalb heben andere Sekundärtexte Georgs Scheitern hervor, etwa aufgrund der Tatsache, dass sein Versuch, den Bruder zu retten, diesen in den Selbstmord treibt.

„Canetti ist nicht Georg; mehr noch: er distanziert sich von ihm deutlicher als von Peter. Natürlich besitzt Georg Intelligenz und kann die durchschauten Zusammenhänge durchspielen. Er scheut aber Denkdisziplin und zieht eine Verdrehung der richtig erkannten, aber schwer kontrollierbaren Situation deren allmählicher Entwirrung und Heilung vor.“

Auch Salman Rushdie teilt diese Auffassung, sieht in der ungeheuer gelehrten Debatte der Kien-Brüder vor allem den Beweis, dass beide „in bezug auf die menschliche Natur nahezu völlig unwissend sind – daß sie davon tatsächlich kaum mehr verstehen als Narren.“
Für Susan Sontag ist ein Aspekt der „Blendung“ der „außerordentlich erfindungsreiche Frauenhaß“. Sontag findet in diesem Zusammenhang eine „Menge solcher Kienscher Bekenntnisse“ in Canettis Werk „Die Provinz des Menschen“.

„Der Verfasser der herablassenden Bemerkungen über Frauen, wie sie diese Aufzeichnungen festhalten, mag die Einzelheiten von Kiens Delirium an Misogynie sehr wohl mit Genuss ersonnen haben.“

Sie sieht in der Konzeption Kiens einen deutlichen Selbstbezug Canettis, etwa „wenn der Roman einen ungeheuren Gelehrten in Ausübung seines obsessiven Geschäfts wie einen Fisch im Wasser manischer und raffinierter Ordnungzwänge darstellt.“
Canetti hat solche Bezüge auf seine eigenen Buchforschungen und seine Bibliomanie nicht zurückgewiesen, sondern eher bestätigt. Über Jahrzehnte hat er bei der Arbeit an seinem theoretischen Hauptwerk Masse und Macht in solchen Bücherwelten gelebt, ist dabei sogar ähnlichen Spuren nachgegangen, wie sein Protagonist Kien, hat sich für Mythen exotischer Völker und die alte asiatische Philosophie interessiert. Dabei hat er explizit versucht, die Zersplitterung der Welt durch Aneignung aufzuheben, hat seine „Welt im Kopf“ systematisch aufgebaut.

„Mein ganzes Leben ist nichts als ein verzweifelter Versuch, die Arbeitsteilung aufzuheben und alles selbst zu bedenken, damit es sich in einem Kopf zusammenfindet und darüber wieder eines wird.“

Salman Rushdie sieht in den düsteren Seiten der Blendung eine Analyse der Quellen des Faschismus: „der Albdruck Elias Canettis endete als der böse Traum der Welt“. Die Bücherverbrennung Kiens erscheint Rushdie dabei nicht nur als Selbstvernichtung des Gelehrten Kien, sondern als düsteres Menetekel der Bücherverbrennungen in Geschichte und Gegenwart. Dabei treibe Kien das Heine-Wort „Dort wo man Bücher verbrennt, verbrennt man am Ende auch Menschen“ insofern auf die Spitze, als für ihn seine Bücher tatsächlich Menschen seien.

## Publikationsgeschichte und Wirkung des Romans
Die Bedeutung der „Blendung“ für die deutsche Literatur wurde erst spät entdeckt. Dies wird zum Teil darauf zurückgeführt, dass Canetti in England lebte, am literarischen Leben in Deutschland also nur wenig teilnahm. Canetti selbst nennt als weitere Gründe, dass er zunächst einige verständlichere, kleinere Dinge habe veröffentlichen müssen, um sich eine Leserschaft zu erschließen, und die Tatsache, dass viele Autoren den Einfluss der „Blendung“ auf ihr Schreiben aus verschiedenen Gründen verschwiegen hätten.
Ungewöhnlich ist schon die Publikationsgeschichte. 1931 vollendete Canetti das Manuskript, ein Verleger fand sich jedoch zunächst nicht. Nach 1933 kamen dafür nur Verlage in der Schweiz oder Österreich in Frage, die ein solches Wagnis mit einem Debütroman wohl kaum eingegangen wären. Erst 1935 erschien der Roman im Wiener Verlag Herbert Reichner, nachdem der Straßburger Zeitungsverleger Jean Hoepffner das Risiko übernommen hatte. Hoepffner kannte und schätzte Canetti, hatte aber das Buch nicht einmal gelesen. Da der Reichner Verlag auch eine Dépendance in Leipzig hatte, konnte Die Blendung auch in Deutschland beworben und vertrieben werden.
Das Buch mit einer Umschlaggestaltung von Alfred Kubin stieß auf überraschend großes Interesse. Es erschienen in verschiedenen wichtigen Feuilletons Rezensionen, darunter die mutige Besprechung von Peter von Haselberg in der Frankfurter Zeitung.

„Indessen ist es […] vielmehr das Fehlen der vermittelnden Menschlichkeit, was die Spannung fast bis zum Zerreißen der Form erhöht. Schon ist nicht mehr ganz deutlich, ob die Handelnden lebende Wesen oder nur Figuren eines Spiels sind. An dieser Stelle ist es fraglich, ob eine Grenze der Kunstform Roman erreicht ist oder vielleicht ein Weg zu neuen Möglichkeiten.“

Positive Reaktionen erreichten Canetti auch von führenden Künstlern der Zeit, so von Alban Berg, Thomas Mann und Robert Musil. Schon 1937 erschien in Prag eine Übersetzung ins Tschechische. Die politischen Ereignisse der Jahre 1938 und 1939 nahmen dem Buch jedoch jede Chance auf weiteren Erfolg.
Schon 1943 schloss Canetti einen Vertrag mit dem englischen Verlag Jonathan Cape, allerdings unter der Bedingung, der Roman solle erst nach Ende des Krieges erscheinen. 1946 erschien dann die Übersetzung der Historikerin Cicely Veronica Wedgwood unter dem Titel „Auto da Fé“. Bis 1947 erschien bereits die dritte Auflage, das Buch fand starke Beachtung in Zeitungen und Zeitschriften.
1949 erschien der Roman auf Französisch („La tour de Babel“). Grundlage waren hier Kontakte von Canettis Bruder Georges zum Verlagsleiter des Hauses Arthaud. Raymond Queneau verhalf dem Roman zu seinem ersten Literaturpreis, dem „Prix International“ für den besten ausländischen Roman des Jahres 1949.
1948 erschien der Roman zum zweiten Mal auf Deutsch bei Willi Weismann in München. Rudolf Hartung betreute das Lektorat und publizierte in der Folge regelmäßig zu Canetti. Im durch Krieg und Nationalsozialismus von der literarischen Entwicklung abgeschnittenen Deutschland stieß „Die Blendung“ auf wenig Interesse, die Auflage wurde verramscht. Auch der Hamburger Verlag Claassen, der 1960 Canettis theoretisches Hauptwerk Masse und Macht publizierte, wies den Roman zurück.
Erst 1963 wagte der Carl Hanser Verlag die dritte deutsche Auflage. Als damaliger Leiter der literarischen Abteilung hatte sich Herbert G. Göpfert von Jean Contou vom Pariser Verlag Arthaud von der Bedeutung des Romans überzeugen lassen. In der Folge dieser Neuausgabe wurde der Roman dann weltweit verbreitet und vielfach rezipiert.

## Buchausgaben (Auswahl)
- Die Blendung. Roman. Reichner, Wien 1936 (Erstausgabe).
- Die Blendung. Roman. Hanser, München 1992, ISBN 3-446-17017-0 (= Gesammelte Werke, Band 1).
- Die Blendung. Roman. Fischer Taschenbuch, Frankfurt am Main 2012, ISBN 978-3-596-90321-4.

## Hörspiel und Hörbuch
- 2002: Die Blendung (2 Teile); Regie: Robert Matejka (DLR Berlin/BR/ORF)
- 2013: Die Blendung (12 Teile); Bearbeitung und Regie: Klaus Buhlert (BR/ORF)
- 2013: Die Blendung. ungekürztes Hörbuch, gelesen von Matthias Ponnier (Der Audio Verlag)

## Dramatisierung
- 2022 lief im Landestheater St. Pölten Die Blendung als Dramatisierung von Paulus Hochgatterer.